# Джурманец
Джурманец (хорв. Đurmanec) — община с центром в одноимённом посёлке на севере Хорватии, в Крапинско-Загорской жупании. Население 831 человек в самом посёлке и 4226 человек во всей общине (2001). Подавляющее большинство населения — хорваты (98,5 %). В состав общины кроме Джурманеца входят ещё 12 деревень.
Посёлок находится в 3 км к северо-западу от Крапины и в 10 км к северо-востоку от Преграды, у западной оконечности хребта Иваншчица. В 5 километрах к западу от Джурманеца проходит граница со Словенией. Рядом с посёлком проходит автобан A2, на нём есть съезд «Джурманец» на шоссе D207 Крапина — Джурманец — словенская граница — Рогашка-Слатина. Через посёлок проходит ж/д ветка Забок — Крапина — Рогашка-Слатина, есть ж/д станция.